# Hina-hele
Hina-hele är fiskarnas gudinna inom hawaiiansk och tahitisk mytologi. På Hawaii kallas hon även Hina Puku-Ai och är där även grönsakernas gudinna och syster till Hina-puku-ai.